# قلندرایش
قلندرایش، روستایی است از توابع بخش مرکزی شهرستان کردکوی در استان گلستان ایران.
این روستا از غرب متصل به روستای بالاجاده است و در شمال آن روستای چهارده قرار دارد و در جنوب هم جنگل و رشته کوههای البرز قرار دارد .

## جمعیت
این روستا در دهستان سدن‌رستاق غربی قرار دارد و براساس سرشماری مرکز آمار ایران در سال ۱۳۸۵، جمعیت آن ۲۷۷ نفر (۷۶خانوار) بوده‌است.ُ